# Липец, Рахиль Соломоновна
Рахиль Соломоновна Липец (11 [24] мая 1906, Скопин, Рязанская губерния, Российская империя — 1998, Москва, Россия) — советский и российский фольклорист и этнограф. Занималась собирательством фольклора в Московской области и в северных регионах Советского союза. Собирательница и исследовательница былин. Кандидат исторических наук.

## Биография
Отец — Соломон Менделевич Липец (1871—?), скопинский городской врач, впоследствии заслуженный врач РСФСР, мать — домохозяйка. С 1923 по 1927 год училась на педагогическом факультете на отделении русского языка и литературы во Втором Московском государственном университете, в 1929 году защитила диплом с квалификацией педагога-преподавателя по русскому языку и литературе. В 1928—1931 годах была научным сотрудником 2-го разряда в Центральном музее народоведения в Москве. Там она занималась изучением фольклора и этнографии Русского Севера и этнографии лопарей. Дальше в 1931—1932 годах работала научным сотрудником 1-го разряда в Государственной академии искусствознания в той же Москве.
Когда возник Государственный литературный музей, исследовательница там проработала в 1933-1935 годах в должности научного сотрудника 1-го разряда. Занималась организацией фольклорного отдела и осуществляла систематизацию фольклорного архива музея. По договорам в том же музее продолжала работать с 1936 по 1941 год.
В период Великой Отечественной войны находилась в эвакуации в городе Новосибирске. Сперва в 1941—1942 годах работала инструктором по издательской работе на Областной станции Санитарного просвещения. А потом в 1942—1943 годах была редактором в Новосибирском областном издательстве.
В период с 1944 по 1949 год для написания и сдачи диссертации была прикреплена к Институту этнографии АН СССР. В 1949 году произошла защита диссертации на кандидата исторических наук по теме «Былины у промыслового населения Русского Севера XIX — начала XX вв.». В 1949—1955 Р. С. Липец работала по договору в Институте этнографии АН СССР, а в 1949—1950 годах продолжала работать также и в Государственном литературном музее.
С 1955 года она работала внештатным научным редактором этнографической литературы в Издательстве АН СССР. В период с 1956 по 1960 год была старшим научным редактором в журнале «Советская этнография». В 1960—1963 годы являлась младшим научным сотрудником группы фольклора в Институте этнографии АН СССР. С 1965 и до 1986 года была старшим научным сотрудником по специальности «Этнография народов СССР». А в 1967 году Постановлением Президиума АН СССР исследовательнице было присвоено учёное звание старшего научного сотрудника по специальности «Этнография».
В 1986 году Р. С. Липец вышла на пенсию, но продолжала сотрудничать с Институтом этнографии им. Н. Н. Миклухо-Маклая АН СССР.
Являлась автором таких советских энциклопедий как «Большая советская энциклопедия», «Малая советская энциклопедия», «Советская историческая энциклопедия». Для этих изданий было написано свыше 150 статей. Была одним из авторов для энциклопедической работы «Восточные славяне» из серии «Народы мира».

## Фольклорные экспедиции
В 1930 году в сёлах Вослебово (потом повторила в 1931 году) и Лопатино (Скопинский район, тогда Московская область, теперь Рязанская) исследовательница записывала сказки, песни, гадания, приметы, частушки. В 1931 году в селе Камызяк Нижне-Волжского края она записала автобиографию А. Г. Васюнкиной, где были отражены свадебный обряд, семейный быт и прозвища.
Собирала и изучала рыбацкий и шахтёрский фольклор. На протяжении 1930—1938 годов Р. С. Липец участвовала в семи экспедициях, где были записаны рыбацкие песни. В 1930 году исследовательница отправилась в Астраханскую область, в дельту Волги. Потом в 1931 и 1932 годах она побывала на Мурмане. В 1935 году принимала участие в экспедиции на побережье Керченского пролива. В 1936 и 1937 годах была на Белом море и Северной Двине. В 1938 году — в Новгороде и на озере Ильмень. В 1950 году ею были изданы рыбацкие песни и сказы, а шахтёрские так и остались неопубликованными.

## Основные работы

### Книги
- Липец Р. С. Жизнь колхозницы Васюнкиной, рассказанная ею самой. — М.; Л., 1931. — 137 с.
- Липец Р. С. Лопари (Применительно к коллекциям Центрального музея народоведения). — М.: Государственный центральный музей народоведения Главнауки Наркомпроса, 1928. — 10 с.
- Липец Р. С. Образы батыра и его коня в тюрко-монгольском эпосе. — М.: Наука, 1984. — 264 с.
- Липец Р. С. Рыбацкие песни и сказы (Запись текстов, статьи, примечания, словарь и указатели). — М.: Государственное издательство культурно-просветительной литературы, 1950. — 220 с.
- Липец Р. С. Эпос и Древняя Русь. — М.: Наука, 1969. — 302 с.

### Статьи
- Липец Р. С. Былины у промыслового населения Русского Севера XIX — начала XX в. // Славянский фольклор. Материалы и исследования по исторической народной поэзии славян. Труды Института этнографии АН СССР. — М., 1951. — Т. XIII. — С. 153—240.
- Липец Р. С. К вопросу о генезисе былин (Город в русском эпосе) // Советская этнография. — 1967. — № 6. — С. 42—52.
- Липец Р. С. Лопари // Религиозные верования народов СССР / Сборник этнографических материалов. — М.; Л., 1931. — Т. 1. — С. 228—237.
- Липец Р. С. Образ древнего тура и отголоски его культа в былинах // Славянский фольклор. — М., 1972. — С. 82—109.
- Липец Р. С. О значении сводных фольклорно-этнографических собраний (Создание единого фонда И. В. Костоловского) // Советская этнография. — 1975. — № 1. — С. 72—84.
- Липец Р. С. «От конского поту змея пухла» (Алтайский вариант русской былины. Опыт ареального анализа) // Этнографическое обозрение. — 1992. — № 6. — С. 103—109.
- Липец Р. С. Отражение этнокультурных связей Киевской Руси в сказаниях о Святославе Игоревиче (X в.) // Этническая история и фольклор. — М.: Наука, 1977. — С. 217—257.
- Липец Р. С. Тюрко-монгольский эпос и советская культура // Традиции и современность в фольклоре. — М., 1988. — С. 153—177.
- Липец Р. С., Арнольди В. С. О передаче фонда этнографического отдела Общества любителей естествознания, антропологии и этнографии в архив Института этнографии АН CCСP // Советская этнография. — 1962. — № 6. — С. 156—157.
- Липец Р. С., Рабинович М. Г. К вопросу о времени сложения былин (Вооружение богатырей) // Советская этнография. — 1960. — № 4. — С. 30—43.